# Casa y Jardín de Luther Burbank
La casa y jardín de Luther Burbank en inglés : Luther Burbank Home and Gardens (con una extensión de 1 acres) es un parque de la ciudad que alberga la casa original, invernadero, jardines, y tumba del notable horticultor estadounidense Luther Burbank (1849-1926).
Se ubica en la intersección de "Santa Rosa Avenue" y "Sonoma Avenue" en Santa Rosa, en los Estados Unidos. El parque se encuentra abierto todos los días con entrada gratuita. Se cobra una tarifa para las visitas guiadas. Fue declarado como National Historic Landmark además de "California Historical Landmark" (#234).

## Historia
El botánico estadounidense Luther Burbank vivió en Santa Rosa durante más de 50 años, y realizó la mayor parte de sus trabajos en esta localización. Desde 1884 a 1906 vivió en esta casa de estilo Greek Revival. Después se trasladó a una casa contigua que actualmente no existe. Después de la muerte de Burbank en 1926, su viuda Elizabeth se volvió a vivir a la antigua casa, donde permaneció hasta su propia muerte en 1977.

## Colecciones
El jardín cultiva muchas de las introducciones hortícolas de Luther Burbank, con colecciones de cactus, árboles frutales, hierbas ornamentales, hierbas medicinales, rosas, y nogales. La mayor parte de las plantas están etiquetadas con el nombre común y el nombre científico. El invernadero del jardín fue diseñado y construido por Burbank en 1889, su tumba está en la proximidad.
Fue declarado un National Historic Landmark en 1964.